# Дивя Бхарти
Дивя Бхарти (на хинди: दिव्या भारती), известна и с името Сана Надиадвала, е индийска актриса. Тя е една от най-добре платените актриси в Индия за своето време. Известна е с актьорската си гъвкавост и е носител на наградите Filmfare и Nandi.
Бхарти започва филмовата си кариера като тийнейджърка, докато изпълнява задачи като пинъп модел. Тя дебютира с главна роля заедно с Венкатеш в романтичния екшън Bobbili Raja (1990), а впоследствие се появява във финансово неуспешния филм Nila Pennae (1990). Във филми като Naa Ille Naa Swargam (1991) и Assembly Rowdy (1991) играе второстепенни роли. Бхарти прави първия си комерсиален успех с романтичната комедия Rowdy Alludu (1991).
След като участва във филми на телугу, тя се прехвърля към хинди киното през 1992 г., като прави актьорския си дебют с екшън трилъра Vishwatma (1992). Екшън комедията от 1992 г. Shola Aur Shabnam, касов хит, бележи повратна точка в нейната кариера. Тя постига допълнителен успех с главната роля в романтичния филм Deewana (1992), който ѝ носи наградата Filmfare за най-добър женски дебют.
Бхарти умира на 5 април 1993 г., след като пада от балкона на петия етаж на апартамента си в Мумбай. Мистериозните обстоятелства покрай нейната смърт пораждат редица конспиративни теории. Много хора, както и нейните фенове, обвиняват съпруга ѝ Саджид Надиадвала за смъртта ѝ.

## Филмография
| 1990 | Bobbili Raja         | Рани                |
| 1990 | Nila Penne           | Сурья               |
| 1991 | Naa Ille Naa Swargam | Пратуша             |
| 1991 | Rowdy Alludu         | Реха                |
| 1991 | Assembly Rowdy       | Пуджа               |
| 1992 | Dharma Kshetram      | Пайял               |
| 1992 | Vishwatma            | Кусум               |
| 1992 | Shola Aur Shabnam    | Дивия Тхапар        |
| 1992 | Dil Ka Kya Kasoor    | Сима/Шалини Саксена |
| 1992 | Jaan Se Pyaara       | Шармила             |
| 1992 | Deewana              | Каджал              |
| 1992 | Balwaan              | Дипа                |
| 1992 | Dil Aashna Hai       | Лайла/Ситара        |
| 1992 | Geet                 | Неха                |
| 1992 | Chittemma Mogudu     | Читтемма            |
| 1992 | Dil Hi To Hai        | Бхарати             |
| 1993 | Kshatriya            | Танви Сингх         |
| 1993 | Tholi Muddhu         | Дивья               |
| 1993 | Rang                 | Каджал              |
| 1993 | Shatranj             | Рену                |